# Tillandsia 'Jack Staub'
Tillandsia 'Jack Staub' es un  cultivar híbrido del género Tillandsia perteneciente a la familia  Bromeliaceae.
Es un híbrido creado en el año 1973 con las especies Tillandsia schiedeana × Tillandsia ionantha.